# Тетрагидроканнабинол
Тетрагидроканнабинол, ТГК (сокр.), THC (сокр. от англ. tetrahydrocannabinol), Δ9-THC, Δ9-тетрагидроканнабинол (дельта-9-тетрагидроканнабинол), один из основных каннабиноидов, является ароматическим терпеноидом. Тетрагидроканнабинол является психотропным веществом и включён в Список 1 психотропных веществ, находящихся под международным контролем в соответствии с Конвенцией о психотропных веществах 1971 года.
Содержится в соцветиях и листьях конопли, известной как марихуана, частично в виде изомера дельта-8-ТГК, частично в виде бутилового и пропилового аналогов (см. ТГВ) и тетрагидроканнабиноловой кислоты.
Достигает максимальной концентрации в период цветения; после сброса пыльцы (у поскони) или оплодотворения (у матёрки) постепенно преобразуется в каннабинол.

## История выделения

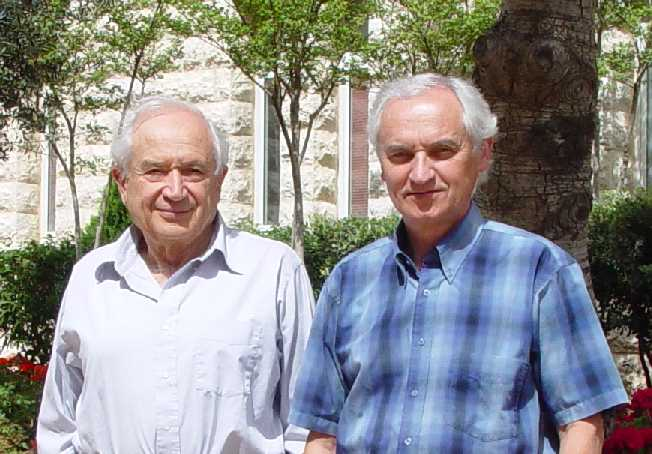
Рафаэль Мешулам, впервые выделивший ТГК из конопли (Cannabis sativa L.) (1964), и Люмир Гануш, выделивший анандамид из головного мозга (1992).

ТГК был выделен в 1964 году Рафаэлем Мешуламом (на фото слева) и Йехиелем Гаони в Институте Вейцмана, Реховот, Израиль. При низких температурах ТГК твёрдый и прозрачный, при нагревании становится вязким и клейким. ТГК плохо растворим в воде, но хорошо растворяется в большинстве органических растворителей, таких как чистый метанол, этанол, диэтиловый эфир, гексан и др.
В 2015 методом генной инженерии выведены дрожжи, которые вырабатывают ТГК. Этому событию было придано большое значение не потому, что полученный искусственным путём тетрагидроканнабинол может оказаться эффективнее или дешевле получаемого из конопли, а потому, что он мог бы позволить отказаться от использования растения, выращивание которого во многих странах незаконно. Однако в то же время некоторые эксперты опасаются, что с развитием технологии подобный метод может оказаться полезнее торговцам наркотиками.
В 2019 году исследователи разработали усовершенствованную биосинтетическую платформу, позволяющую синтезировать не только природные каннабиноиды из дрожжей, такие как ТГК и КБД, но и новые каннабиноиды, неестественные аналоги ТГК, ранее недоступные из конопли.

## Фармакология

### Механизм действия
Основными мишенями ТГК в организме человека являются каннабиноидные рецепторы CB1 (Кi = 10 нМ), располагающиеся, главным образом, в клетках центральной нервной системы, и CB2 (Кi = 24 нМ), экспрессирующиеся в клетках иммунной системы. Психоактивный эффект ТГК связан с активацией каннабиноидных рецепторов, что ведёт к ингибированию аденилатциклазы и уменьшению концентрации вторичного мессенджера цАМФ.
Наличие каннабиноидных рецепторов навело исследователей на мысль о существовании эндоканнабиноидов, в частности анандамида и 2-арахидоноил глицерина (2-AG). Анандамид действует как нейротрансмиттер, способствуя передаче импульсов в те отделы центральной нервной системы, которые контролируют движение, координацию, концентрацию, память, удовольствие и ощущение времени. В результате ТГК нарушает соответствующие функции организма, вызывая интоксикацию. Воздействует на работу гиппокампа, орбитофронтальной коры, мозжечка и базальных ядер, ТГК нарушает способность к вождению. В сравнении с эндоканнабиноидами, высвобождающимися в ходе ретроградного сигналинга, действие ТГК обладает значительно меньшей селективностью, что связано с относительно невысокой эффективностью и аффинностью ТГК. Кроме того, ТГК является липофильной молекулой и может неспецифически связываться в организме, например в жировой ткани.
ТГК близок по своему строению к каннабидиолу (КБД), хотя является более слабым аллостерическим модулятором μ- и δ-опиоидных рецепторов.
Согласно данным некоторых исследований, проведённых на подопытных животных, ТГК обладает вазоконстрикторным эффектом и способен вызывать развитие каннабиноидного артериита у человека, употребляющего марихуану.

## Медицинское применение
ТГК — первый (и на сегодняшний день единственный) каннабиноид, разрешённый для медицинского применения в некоторых странах. Препараты, содержащие синтетический ТГК (маринол и аналоги), используются в США, Канаде и Западной Европе для купирования побочных эффектов химиотерапии при раке и для борьбы с синдромом потери веса при СПИДе. Последние исследования свидетельствуют, что данный препарат также может быть эффективен при глаукоме, синдроме Туретта, шизофрении, различного рода психозах, фантомных болях, нейропатической боли и некоторых других заболеваниях.
Касательно сообщений об эффективности ТГК при лечении синдрома Туретта независимые учёные выявили всего два исследования, соответствующие научным критериям (проведённые одной и той же группой исследователей в 2002 и 2003 г.г.), и те с неоднозначными результатами. В Кокрейновском систематическом обзоре 2009 года подчёркивается низкая достоверность исследований из-за малого числа испытуемых и других недостатков. Таким образом, нет достоверных подтверждений эффекта снижения симптомов тика и обсессивно-компульсивного поведения при синдроме Туретта.
На 2018 год не существует достоверных данных (нет качественных исследований), подтверждающих эффективность лечения нейропатической боли препаратами каннабиса и ТГК в частности. При использовании препаратов каннабиса качество жизни людей, страдающих от синдрома нейропатической боли, не повышалось. Многие пациенты были вынуждены отказаться от такой терапии из-за побочных эффектов.

### Лекарственные препараты
К 2019 г. в мире созданы три лекарственных средства, содержащие ТГК, каждое с узкой областью применения (указаны международные непатентованные названия):
1. Набилон (англ. Nabilone) — содержит синтетический модифицированный Δ9-ТГК (убрано психоактивное действие), применяется для купирования негативных симптомов химиотерапии при лечении онкологических заболеваний в тех случаях, когда другие средства не действуют;
2. Дронабинол (англ. Dronabinol) — содержит полусинтетический Δ9-ТГК (трансизомер, формула (6aR-trans)-6a,7,8,10a-tetrahydro-6,6,9-trimethyl-3-pentyl-6H-dibenzo[b,d]pyran-1-ol), показан для лечения тяжёлой анорексии при СПИДе; 
зарегистрирован в США под торговой маркой «Маринол» (англ. Marinol)[31]
3. Набиксимолс (англ. Nabiximols) — содержит стандартизованный экстракт каннабиса (смесь извлечённых из растений тетрагидроканнабинола и каннабидиола в строгой пропорции), применяется для устранения спастических невропатических болей, при рассеянном склерозе и при лечении онкологических заболеваний для купирования болей, не устраняемых стандартной терапией.

Последние обзоры данных клинических исследований позволяют сделать вывод о наличии: 
а) слабых доказательств того, что дронабинол может быть пригоден для лечения тошноты и рвоты у онкологических больных; 
b) умеренных доказательств того, что набиксимолс может быть пригоден для лечения невропатической боли и мышечных спазмов у больных рассеянным склерозом; 
c) умеренных доказательств того, что каннабидиол может снижать частоту приступов при некоторых фармакорезистентных генетически обусловленных формах эпилептического синдрома у детей. 
Ни при одном из этих состояний каннабиноиды не подлежат применению в качестве терапии первой линии.

## Правовой статус
В Российской Федерации — производство, продажа, пересылка, импорт, хранение и реклама тетрагидроканнабинола (включая его синтетические лекарственные формы) запрещены законом. Тетрагидроканнабинолы (все изомеры) и их производные, как психотропные вещества, включены в «Список наркотических средств и психотропных веществ, оборот которых в Российской Федерации ограничен и в отношении которых устанавливаются меры контроля в соответствии с законодательством Российской Федерации и международными договорами Российской Федерации».
В Республике Беларусь — производство, продажа, пересылка, импорт, хранение и реклама тетрагидроканнабинола (включая его синтетические лекарственные формы) запрещены законом. Тетрагидроканнабинолы (все изомеры) и их производные, как психотропные вещества, включены в «Республиканский перечень наркотических средств, психотропных веществ и их прекурсоров, подлежащих государственному контролю в Республике Беларусь».
В Республике Казахстан — производство, продажа, пересылка, импорт, хранение и реклама тетрагидроканнабинола (включая его синтетические лекарственные формы) запрещены законом. Тетрагидроканнабинолы (все изомеры) и их производные, как психотропные вещества, включены в «Список наркотических средств, психотропных веществ и прекурсоров, подлежащих контролю в Республике Казахстан».